# Holtwicker Wacholderheide
Holtwicker Wacholderheide este o arie protejată (arie specială de conservare — SAC, sit de importanță comunitară — SCI) din Germania întinsă pe o suprafață de 5,66 ha, integral pe uscat.

## Localizare
Centrul sitului Holtwicker Wacholderheide este situat la coordonatele 51°45′05″N 7°07′39″E / 51.7514°N 7.1275°E.

## Înființare
Situl Holtwicker Wacholderheide a fost declarat sit de importanță comunitară în martie 2001 pentru a proteja un număr necunoscut de specii din flora spontană și fauna sălbatică aflate în arealul zonei. Situl a fost protejat și ca arie specială de conservare în decembrie 2002.

## Biodiversitate
Situată în ecoregiunea atlantică, aria protejată conține 2 habitate naturale: Pajiști uscate europene, Formațiuni de Juniperus communis pe lande sau pajiști calcaroase.
La baza desemnării sitului se află un număr nedeclarat de specii protejate.
Pe lângă speciile protejate, pe teritoriul sitului au mai fost identificate 1 specie de plante, 1 specie de reptile.